# Franz Blei

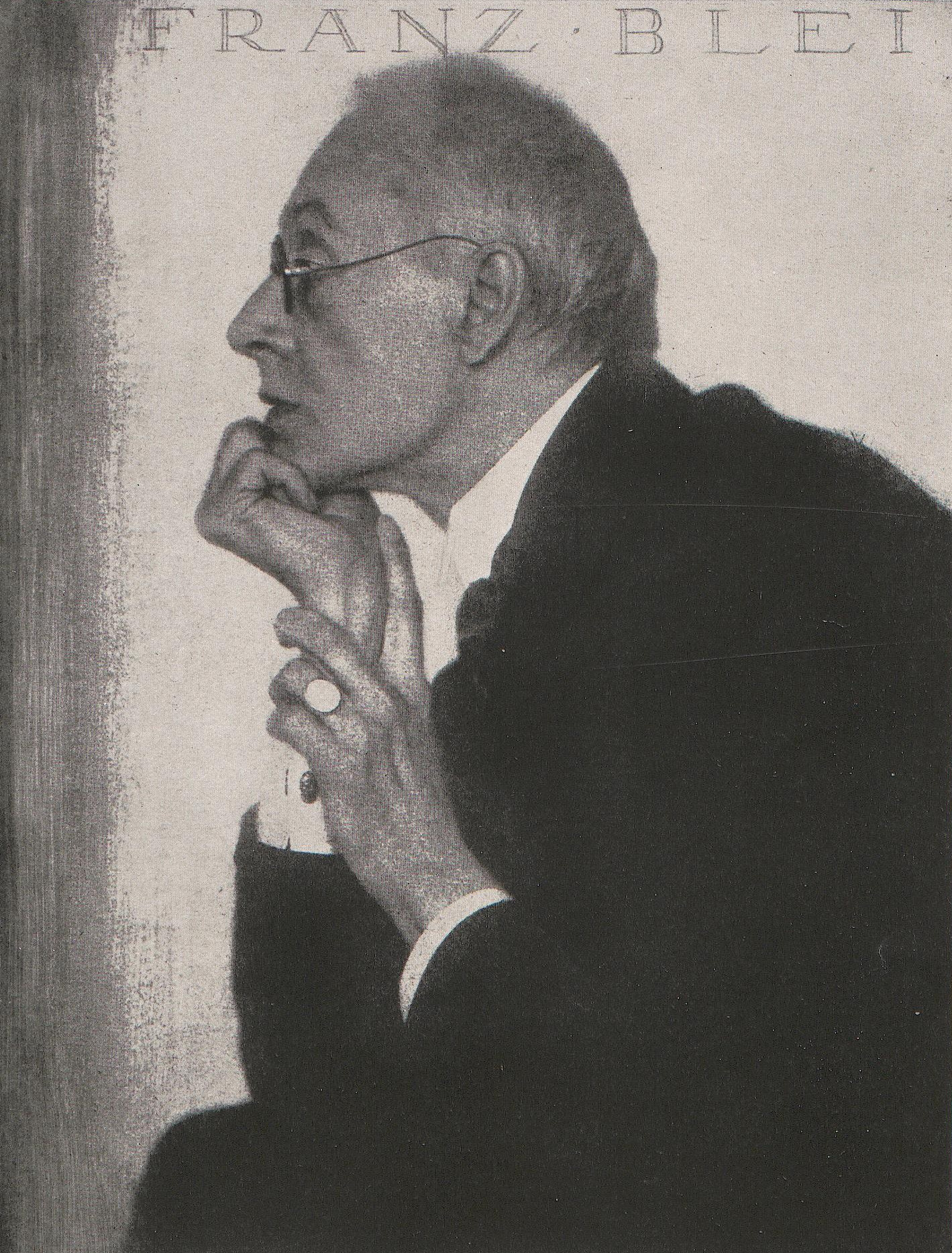
Franz Blei

Franz Blei (Wenen, 18 januari 1871 - New York, 10 juli 1942) was een Oostenrijks schrijver, literatuur- en kunstcriticus.

## Levensloop
Blei groeide op in een eenvoudig, niet geletterd gezin. Blei zelf doctoreerde in 1893 in Zürich in de filosofie. Hetzelfde jaar nog trouwde hij met Maria Lehmann. Met haar ging hij voor twee jaar in Amerika wonen. Toen hij in 1900 terug naar Europa reisde, leerde hij Oscar Wilde kennen. Hij woonde tot 1925 in München en ging daarna naar Berlijn. Omdat Blei een overtuigd tegenstander van het nationaalsocialistische regime was, verliet hij in 1933 de Duitse hoofdstad om naar het Spaanse eiland Mallorca te verhuizen. Maar vanwege het uitbreken van de Spaanse Burgeroorlog, drie jaar later, keerde hij noodgedwongen terug naar zijn geboortestad Wenen. Na de Anschluss in 1938 vluchtte Blei naar de Verenigde Staten, waar hij in 1942 eenzaam zou sterven.
Toen Blei zestien jaar was keerde hij de Rooms-Katholieke Kerk de rug toe. In 1919 zou hij zich echter terug tot het katholieke geloof bekeren, zij het wel met de kreet: "Leve het communisme en de heilige katholieke kerk!".
Blei schreef tachtig boeken. Zijn bekendste werk schreef hij in 1920: Das große Bestiarium der deutschen Literatur. In dit licht ironische werk beschrijft Blei verschillende belangrijke auteurs als exotische dieren.
Als criticus was Blei woordvoerder van de zogenaamde Neoromantiek. Hij bewonderde vooral schrijvers als Hugo von Hofmannsthal, Rudolf Borchardt en Rudolf Alexander Schröder. Blei roemde eveneens schrijvers die in die tijd relatief onbekend waren: Franz Kafka, Robert Musil, Hermann Broch en Albert Paris Gütersloh. Daarnaast was Blei ook filosoof en kunstcriticus. 
Blei vertaalde en hertaalde heel wat gedichten van onder meer Maurice Barrès, André Gide, Paul Claudel, André Suarès, Marcel Schwob en Walt Whitman.
Daarnaast gaf Blei tijdschriften uit. Het eerste blad dat hij in 1906 uitbracht heette Der Amethyst, waarin erotische teksten werden gepubliceerd. Hij was later redacteur van het blad Die Insel (Het eiland).

## Werk
- 1904: Die galante Zeit - essays
- 1906: Von amourösen Frauen - essays
- 1911: Erdachte Geschichten - vertellingen
- 1912: Vermischte Schriften - poëzie
- 1914: Über Wedekind, Sternheim und das Theater - essays
- 1916: Logik des Herzens - komedie
- 1923: Der Geist des Rokoko
- 1924: Das Kuriositätenkabinett der Literatur
- 1925: Die Frivolitäten des Herrn von Disenberg - vertellingen
- 1927: Glanz und Elend berühmter Frauen - essays
- 1927: Frauen und Männer der Renaissance - essays
- 1928: Himmlische und irdische Liebe
- 1929: Ungewöhnliche Menschen und Schicksale
- 1930: Männer und Masken - essays
- 1930: Erzählung eines Lebens - autobiografie
- 1931: Gefährtinnen
- 1931: Die Lust der Kreatur - vertellingen
- 1932: Talleyrand oder der Zynismus